# Lorenzo Sotomayor
Lorenzo Sotomayor Collazo (L'Avana, 16 febbraio 1985) è un pugile cubano naturalizzato azero.
È nipote dell'altista cubano Javier Sotomayor.

## Palmarès
Le medaglie indicate sono state conseguite in rappresentanza dell'Azerbaigian.

### Olimpiadi
- 1 medaglia:
  - 1 argento (Rio de Janeiro 2016 nei -64 kg)

### Giochi europei
- 1 medaglia:
  - 1 oro (Baku 2015 nei -64 kg)